# Antisthenes von Rhodos
Antisthenes von Rhodos (altgriechisch Ἀντισθένης Antisthénēs) war ein antiker griechischer Geschichtsschreiber. Er lebte um 200 v. Chr.
Antisthenes war stark in die Politik von Rhodos involviert und schrieb eine universal angelegte Darstellung seines Zeitalters, die von Polybios sehr positiv bewertet wurde. Er schrieb auch einen Bericht über die Schlacht von Lade (201 v. Chr.) und war laut Polybios ein Zeitgenosse dieser Ereignisse.
Es ist wahrscheinlich, dass er derjenige Geschichtsschreiber Antisthenes ist, der eine der im Hellenismus häufigen Sukzessionen (griechisch Διαδοχὴ) griechischer Philosophen verfasst hat, die oft bei Diogenes Laertios erwähnt bzw. zitiert wird.
Antisthenes könnte auch mit dem peripatetischen Philosophen identisch sein, der bei Phlegon von Tralleis erwähnt wird. Plutarch erwähnt einen Antisthenes, der ein Werk namens Meleagris schrieb, von dem er das dritte Buch zitiert; Plinius erwähnt einen Antisthenes, der über die Pyramiden geschrieben hat. In der Suda wird ein Antisthenes als möglicher Autor eines Werks mit dem Titel Magikos erwähnt. In der modernen Forschung wird die Identifikation dieser Autoren mit dem Historiker für wahrscheinlich gehalten.

## Textausgaben
- Die Fragmente der griechischen Historiker, Nr. 508.